# Melissa (álbum de Mercyful Fate)
Melissa es el álbum debut de la banda danesa de heavy metal Mercyful Fate. Lanzado al mercado en 1983 por la compañía discográfica Roadrunner Records, este LP contiene siete temas de gran factura, entre los cuales se encuentra «Satan's Fall» con una duración de once minutos.
En el año 2005 Roadrunner Records republicó este álbum con material extra, incluyendo un DVD con tres melodías en directo.

## Lista de canciones
| N.º   | Título                           | Escritor(es)               | Duración |  |
| 1.    | «Evil»                           | King Diamond, Hank Sherman | 4:46     |  |
| 2.    | «Curse Of The Pharaohs»          | King Diamond, Hank Sherman | 3:56     |  |
| 3.    | «Into The Coven»                 | King Diamond, Hank Sherman | 5:10     |  |
| 4.    | «At The Sound Of The Demon Bell» | King Diamond, Hank Sherman | 5:10     |  |
| 5.    | «Black Funeral»                  | King Diamond, Hank Sherman | 2:50     |  |
| 6.    | «Satan's Fall»                   | King Diamond, Hank Sherman | 11:26    |  |
| 7.    | «Melissa»                        | King Diamond, Hank Sherman | 6:39     |  |
| 39:09 |                                  |                            |          |  |

| "25 Aniversario", edición coleccionista 2005. |                                |          |  |
| N.º                                           | Título                         | Duración |  |
| 8.                                            | «Black Masses»                 | 4:31     |  |
| 9.                                            | «Curse Of The Pharoahs»        | 3:52     |  |
| 10.                                           | «Evil»                         | 4:02     |  |
| 11.                                           | «Satan's Fall»                 | 10:29    |  |
| 12.                                           | «Curse Of The Pharaohs» (demo) | 4:26     |  |
| 13.                                           | «Black Funeral» (demo)         | 2:54     |  |

| Edición DVD contiene tres canciones en directo desde Dynamo Open Air, Eindhoven, Países Bajos 1983. |                             |          |  |
| N.º                                                                                                 | Título                      | Duración |  |
| 14.                                                                                                 | «Doomed By The Living Dead» |          |  |
| 15.                                                                                                 | «Black Funeral»             |          |  |
| 16.                                                                                                 | «Curse Of The Pharaohs»     |          |  |

## Personal
| Mercyful Fate - King Diamond – voz. - Hank Shermann – guitarra. - Michael Denner – guitarra (canciones 1 a 11). - Timi "Grabber" Hansen – bajo. - Kim Ruzz – batería. Músicos adicionales - Benny Peterson – guitarra (canciones 12 y 13) | Producción - Producido por Henrik Lund. - Ingeniero de audio: Jacob J. Jorgensen. - Mezclado por Henrik Lund y Mercyful Fate. - Canciones 9 a 11 producidas and mezcladas por Tony Wilson con ingeniería de David Dade. - Canciones 12 y 13 producidas por Mercyful Fate. - Portada por Thomas Holm / Studio Dzyan. - Fotografía por Thomas Grondahl. Reedición de 2005 - Producción de la reedición por Tom Burleigh y Monte Conner, asistidos por Steven Hartong. - Remasterizado por Ted Jensen. - Notas escritas por Don Kaye. - Dirección artística de Mr. Scott Design. - Fotografía adicional por Kevin Estrada. - DVD autorizado por James Moore / Moore Imagination. |